# وزارة التعليم العالي والبحث العلمي (الأردن)
وزارة التعليم العالي والبحث العلمي في الأردن هي هيئة حكومية مسؤولة عن صيانة وتنفيذ سياسات الحكومة في مجال التعليم العالي في الأردن. وتقدم الوزارة الدعم والخدمات ومنظمة تهدف إلى توجيه قطاع التعليم العالي في الأردن.

## نبذة تاريخية
تم تأسيس مجلس التعليم العالي في عام 1982 استجابة للطلب المتزايد لتنظيم وتخطيط سياسات التعليم العالي. في عام 1985، تم تغيير اسم المجلس إلى وزارة التعليم العالي.
وألغيت الوزارة واندمجت داخل وزارة التربية والتعليم في عام 1998، ولكن اعيد تأسيسها في عام 2001 وكان اسمها وزارة التعليم العالي والبحث العلمي.

## الوزراء
تولى منصب وزير التعليم العالي والبحث العلمي في الأردن كل من:
| الوزير                              | بداية الفترة    | نهاية الفترة   | رئيس الوزراء |
| ----------------------------------- | --------------- | -------------- | ------------ |
| ناصر الدين الأسد                    | 4 أبريل 1985    | 6 ديسمبر 1989  |              |
| محمد أحمد حمدان غنيمه               | 7 ديسمبر 1989   | 1 يناير 1991   |              |
| سعيد التل                           | 2 يناير 1991    | 19 يونيو 1991  |              |
| محمد الحموري                        | 20 يونيو 1991   | 4 أكتوبر 1991  |              |
| خالد الكركي                         | 5 أكتوبر 1991   | 20 نوفمبر 1991 |              |
| عوض خليفات                          | 21 نوفمبر 1991  | 29 مايو 1993   |              |
| خالد يوسف العمري                    | 30 مايو 1993    | 1 ديسمبر 1993  |              |
| سعيد التل (2)                       | ‏2 ديسمبر 1993   | 7 يونيو 1994   |              |
| راتب سلامة السعود                   | 8 يونيو 1994    | 4 فبراير 1996  |              |
| عبد الله النسور                     | 4 فبراير 1996   | 19 مارس 1997   |              |
| منذر واصف المصري                    | 19 مارس 1997    | 12 فبراير 1998 |              |
| محمد أحمد حمدان غنيمه (2)           | ‏ 17 فبراير 1998 | 20 أغسطس 1998  |              |
| خالد طوقان                          | 2 سبتمبر 2001   | 14 يناير 2002  |              |
| وليد المعاني                        | 14 يناير 2002   | 25 سبتمبر 2002 |              |
| محمد أحمد حمدان غنيمه (3)           | ‏ 26 سبتمبر 2002 | 22 أكتوبر 2003 |              |
| عصام زعبلاوي                        | 25 أكتوبر 2003  | 5 أبريل 2005   |              |
| خالد طوقان                          | 7 أبريل 2005    | 22 نوفمبر 2007 |              |
| عمر مصلح الشديفات                   | 25 نوفمبر 2007  | 23 فبراير 2009 |              |
| وليد المعاني (2)                    | ‏23 فبراير 2009  | 1 فبراير 2011  |              |
| وجيه عويس                           | 9 فبراير 2011   | 17 أكتوبر 2011 |              |
| رويدا المعايطة                      | 24 أكتوبر 2011  | 26 أبريل 2012  |              |
| وجيه العويس (2)                     | ‏2 مايو 2012     | 30 مارس 2013   |              |
| أمين محمود                          | 30 مارس 2013    | 28 فبراير 2015 |              |
| لبيب الخضرا                         | 1 مارس 2015     | 29 مايو 2016   |              |
| وجيه عويس (3)                       | ‏ 1 يونيو 2016   | 25 سبتمبر 2016 |              |
| عادل الطويسي                        | 28 سبتمبر 2016  | 10 أكتوبر 2018 |              |
| عزمي محافظة                         | 11 أكتوبر 2018  | 1 نوفمبر 2018  |              |
| بسام التلهوني (مكلف لشغور المنصب)   | ‏ 4 نوفمبر 2018  | 21 يناير 2019  |              |
| وليد المعاني (3)                    | ‏ 22 يناير 2019  | 27 أكتوبر 2019 |              |
| مبارك أبو يامين (مكلف لشغور المنصب) | ‏ 27 أكتوبر 2019 | 7 نوفمبر 2019  |              |
| محي الدين توق                       | 7 نوفمبر 2019   | 12 أكتوبر 2020 |              |
| محمد خير أبو قديس                   | 12 أكتوبر 2020  |                | بشر الخصاونة |

| الصورة                            | الاسم (مواليد–وفاة)               | فترة شغل المنصب                   | فترة شغل المنصب                   | فترة شغل المنصب                   | الحكومة                           | ملاحظات                           |
| الصورة                            | الاسم (مواليد–وفاة)               | تولى المنصب                       | غادر المنصب                       | المدة                             | الحكومة                           | ملاحظات                           |
| وزير التعليم العالي والبحث العلمي | وزير التعليم العالي والبحث العلمي | وزير التعليم العالي والبحث العلمي | وزير التعليم العالي والبحث العلمي | وزير التعليم العالي والبحث العلمي | وزير التعليم العالي والبحث العلمي | وزير التعليم العالي والبحث العلمي |
| --------------------------------- | --------------------------------- | --------------------------------- | --------------------------------- | --------------------------------- | --------------------------------- | --------------------------------- |
|                                   | الاسم (0000–0000)                 | 01 شهر 0000                       | 01 شهر 0000                       | 1 سنة و31 أيام                    | الحكومة                           |                                   |
|                                   | الاسم (0000–0000)                 | 01 شهر 0000                       | 01 شهر 0000                       | 1 سنة و31 أيام                    | الحكومة                           |                                   |
|                                   | الاسم (0000–0000)                 | 01 شهر 0000                       | 01 شهر 0000                       | 1 سنة و31 أيام                    | الحكومة                           |                                   |
|                                   | الاسم (0000–0000)                 | 01 شهر 0000                       | 01 شهر 0000                       | 1 سنة و31 أيام                    | الحكومة                           |                                   |
|                                   | الاسم (0000–0000)                 | 01 شهر 0000                       | 01 شهر 0000                       | 1 سنة و31 أيام                    | الحكومة                           |                                   |
|                                   | الاسم (0000–0000)                 | 01 شهر 0000                       | 01 شهر 0000                       | 1 سنة و31 أيام                    | الحكومة                           |                                   |
|                                   | محمد أبو قديس (1962–)             | 12 تشرين الأول 2020               | 11 تشرين الأول 2021               | 364 أيام                          | حكومة بشر الخصاونة                |                                   |
|                                   | وجيه عويس (1947–)                 | 11 تشرين الأول 2021               | 27 تشرين الأول 2022               | 1 سنة و16 أيام                    | حكومة بشر الخصاونة                |                                   |
|                                   | عزمي محافظة (1953–)               | 27 تشرين الأول 2022               | في المنصب                         | 2 سنوات و145 أيام                 | حكومة بشر الخصاونة                |                                   |